# Protectorat
|  | Aquest article tracta sobre un règim d'ocupació territorial. Si cerqueu l'antic estat, vegeu «El Protectorat». |

El protectorat en el context de les relacions internacionals, és un estat que està sota la protecció d'un altre estat per defensar-se contra l'agressió i altres violacions de la llei. És un territori dependent que gaudeix d'autonomia sobre la majoria dels seus afers interns, tot i que encara reconeix la sobirania d'un estat sobirà més poderós sense ser una possessió. A canvi, el protectorat sol acceptar obligacions especificades en funció dels termes de la seva disposició. Normalment s'estableixen protectorats De iure per un tractat. En determinades condicions, com amb Egipte sota domini britànic (1882–1914), un estat també es pot etiquetar com a protectorat de facto o protectorat velat. Un protectorat és diferent d'una colònia ja que té governants locals, no està directament posseït i rarament experimenta la colonització per part de l'estat sobirà.
Un estat que està sota la protecció d'un altre estat mentre conserva la seva "personalitat internacional" s'anomena "estat protegit", no un protectorat.
Aquest règim no s'ha de confondre amb el règim de mandat aplicat després de la Primera Guerra Mundial a algunes antigues possessions turques (per exemple, a Palestina), i colònies alemanyes (per exemple, el Camerun o Ruanda-Urundi), en nom de la Societat de Nacions. Tot i que a la pràctica el tracte que rebien tant els països protegits com els mandatats no es diferenciava gaire del que rebien les colònies.

## Història
Els protectorats són una de les característiques més antigues de les relacions internacionals, que es remunten a l'Imperi Romà. Civitates foederatae eren ciutats subordinades a Roma per les seves relacions exteriors. A l'edat mitjana, Andorra era un protectorat de França i Espanya. Els conceptes moderns de protectorat es van idear al segle XIX.

## Tipologia

### Relacions exteriors
A la pràctica, sovint un protectorat té relacions exteriors directes només amb l'estat protector, i transfereix la gestió de tots els seus afers internacionals més importants a aquest últim. De la mateixa manera, el protectorat rarament fa accions militars per si sol, però confia en el protector per a la seva defensa. Això és diferent de l'annexió, ja que el protector no té cap poder formal per controlar els afers interns del protectorat.
Els protectorats es diferencien dels mandat de la Lliga de Nacions i els seus successors, els Territoris fiduciaris de les Nacions Unides, l'administració dels quals és supervisada, en diferents graus, per la comunitat internacional. Un protectorat entra formalment a la protecció mitjançant un acord bilateral amb el protector, mentre que els mandats internacionals són gestionats per l'organisme de representació de la comunitat mundial, amb o sense un poder administratiu de facto.

### Estat protegit
Un estat protegit té una forma de protecció on continua conservant una "personalitat internacional" i gaudeix d'una quantitat acordada d'independència en la realització de la seva política exterior.
Per raons polítiques i pragmàtiques, la relació de protecció no s'acostuma a anunciar, sinó que es descriu amb eufemismes com ara "un estat independent amb relacions especials de tractat" amb l'estat protector. Un estat protegit apareix als mapes del món igual que qualsevol altre estat independent.
L'administració internacional d'un estat també es pot considerar com una forma de protecció internacionalitzada, on el protector és una organització internacional més que un estat.

### Protecció colonial
Múltiples regions, com ara la Colònia i Protectorat de Nigèria, la Colònia i Protectorat de Lagos i similars, eren objecte de protecció colonial. Les condicions de protecció són generalment molt menys generoses per a les àrees de protecció colonial. El protectorat es reduïa sovint a una condició de facto semblant a una colònia, però amb l'estat natiu preexistent continuant com a agent de regla indirecte.
De fet, els protectorats sovint eren declarats malgrat que l'estat suposadament protegit no s'havia signat degudament cap acord, o només ho havia acceptat una part d'autoritat dubtosa en aquests estats. Els protectors colonials sovint van decidir reorganitzar diversos protectorats en una nova unitat artificial sense consultar els protectorats, sense tenir en compte el deure teòric d'un protector d'ajudar a mantenir l'estatus i la integritat d'un protectorat. L'Acord de Berlín del 26 de febrer de 1885, va permetre a les potències colonials europees establir protectorats a l'Àfrica Negra (l'última regió que es va dividir entre elles) per via diplomàtica. notificació, fins i tot sense la possessió real sobre el terreny. Aquest aspecte de la història es coneix com la Scramble for Africa.

### Protecció amical
En protecció amical —a partir dels Estats Units de les Illes Jòniques per part de la Gran Bretanya—els termes solen ser molt favorables per al protectorat. L'interès polític del protector és sovint moral (una qüestió d'obligació moral acceptada, prestigi, ideologia, popularitat interna o vincles dinàstics, històrics o etnoculturals). A més, l'interès del protector és contrarestar un poder rival o enemic, com ara impedir que el rival obtingui o mantingui el control d'àrees d'importància estratègica. Això pot implicar que un protectorat molt feble cedi el control de les seves relacions externes, però pot no constituir cap sacrifici real, ja que el protectorat pot no haver pogut tenir-ne un ús similar sense la força del protector.
En els temps moderns, una forma de protecció amical es pot veure com una característica important o definitòria dels microestats. Segons la definició proposada per Dumienski (2014): "els microestats són estats moderns protegits, és a dir, estats sobirans que han estat capaços de delegar unilateralment determinats atributs de sobirania a potències més grans a canvi d'una protecció benigna de la seva viabilitat política i econòmica contra la seva viabilitat geogràfica o econòmica. restriccions demogràfiques".

## Els protectorats argentins
- Liga Federal (1815–1820)
- Xile (1817–1818)
- Perú (1820–1822)
- República Riograndense (1836–1845)
- República Juliana (1839–1845)
- Gobierno del Cerrito (1843–1851)
- Paraguai (1876)

### De facto
- República de Tucumán (1820–1821)
- Territorio nacional de Misiones (1865–1954)
- Gobernación del Chaco (1874–1884)
- Gobernación de la Patagonia (1878–1884)
- territorio nacional de la Tierra del Fuego, Antártida e Islas del Atlántico Sur (1884–1991)

## Protectorats del Brasil
- República d'Acre (1899–1903)
- Paraguai (1869–1876)
- Uruguai (1828–1835)

## Protectorats i estats protegits de l'Imperi Britànic

### Amèrica
- Mosquitia (1638–1860; sobre la nació índia Miskito d'Amèrica Central)

### Europa
- Protectorat de Malta (1800–1813);  Colònia de la Corona de Malta proclamada el 1813) (part de jure del Regne de Sicília però sota protecció britànica)
- Illes Jòniques (1815–1864) (un grec estat i protectorat amical de la Gran Bretanya entre 1815 i 1864)
- Xipre britànic (1878–1914) (subjecte a l'administració militar britànica 1914–22 i després proclamada Colònia de la Corona 1922–60)

### Àsia del Sud
- Estats del Cis Sutlej[22][23] (1809–1862)
- Regne de Nepal (1816–1923; protected state)[15]
- Regne de Sikkim (1861–1947), (1947–1972)[24]
- Maldives (1776–1965), (1965–1968), (1968–1990)[25]
- Emirat de l'Afganistan(1879–1919; Protectorat)[15]
- Afganistan (1919–1947, 1948, 1950, 1956)
- Diversos Raj Britànic Principats de l'Índia (1845–1947)
- Bhutan (1906–1947, 1948; Protectorat)[15]

- Alguns territoris de l'Índia.
- Protectorat d'Uganda de 1894 fins a 1905, quan esdevé una colònia.
- Malawi (Protectorat d'Àfrica Central Britànica, 1893 / Protectorat de Nyasalàndia, 1907).
- Aden.
- Emirats Àrabs del golf Pèrsic (avui Emirats Àrabs Units) des del segle xix fins al 1971.
- Nord de Somàlia (Protectorat de Somàlia Britànica).
- Oman des de 1891 fins a 1971.
- Soldanat de Zanzíbar des de 1891 fins a 1963.
- Botswana (Protectorat de Betxuanalàndia establert el 31 de març de 1885).

## Protectorats espanyols
- Marroc espanyol protectorat del 27 de novembre de 1912 al 2 d'abril de 1958 (zona nord fins al 7 d'abril de 1956, zona sud (Cap Juby) fins al 2 d'abril de 1958).
- Sultanat de Sulu (1851–1899)

## França
- Protectorat francès de Tunísia des de 1883 fins a 1956.
- Protectorat francès del Marroc des de 1912 fins a 1946.
- Annam (Vietnam) des de 1874 fins a 1949.
- Protectorat francès de Cambodja.

## Alemanya
- durant l'època de l'imperi Alemany: part nord-est de Nova Guinea (avui forma part de Papua Nova Guinea) i les illes dels voltants (1884 - 1914).
- durant l'època de l'Alemanya Nazi: part central de Bohèmia i de Moràvia (Protectorat de Bohèmia i Moràvia, 1939 - 1945), i a la pràctica també la França del règim de Vichy entre 1940 (capitulació francesa) i 1942 (ocupació total).